# Chatisgar
Chatisgar (Chhattisgarh) ou  (em híndi: /ˈt͡ʃʰət̪ːisgəɽʰ/) é um dos estados da Índia. Limita com o Utar Pradexe a norte, Jarcanda a nordeste, Orissa a leste, Andra Pradexe a sul, Maarastra e Madia Pradexe a oeste. O Estado foi desmembrado deste último em 1 de novembro de 2000, tendo o critério sido o predomínio da língua chatisgari.
Algumas das principais cidades do estado de Chatisgar incluem Bhilai e a capital, Raipur.

## Distritos
O estado de Chatisgar está subdividido em 16 distritos:
| - Bastar - Bilaspur - Dantewada (South Bastar) - Dhamtari - Durg - Janjgir-Champa - Jashpur - Kanker (North Bastar) | - Kawardha - Korba - Koriya (Korea) - Mahasamund - Raigarh - Raipur - Rajnandgaon - Surguja. |